# Nazik al-Malaika
Nazik al-Malaika (àrab: نازك الملائكة, Nāzik al-Malāʾika) (Bagdad, 23 d'agost de 1923 – el Caire, 20 de juny de 2007) fou una poetessa iraquiana, considerada una de les més influents poetesses contemporànies del país. Se la reconeix per ser la primera poeta en àrab en utilitzar el vers lliure en lloc de la rima clàssica.

## Biografia
Al-Malaika va néixer a Bagdad dins d'una família benestant i liberal, l'activitat de la qual girava al voltant de la literatura. La seva mare era també poeta i el seu pare també era poeta, a més d'editor i professor d'àrab.
Aficionada a la poesia des de primerenca edat, Nazik va escriure el seu primer poema en àrab clàssic als deu anys i va continuar escrivint i publicant poemes en revistes i periòdics durant el seu període de formació en el Higher Teachers' Training College de Bagdad, on es va graduar el 1944.
El 1954 va continuar els seus estudis a la Universitat de Wisconsin, graduant-se en Literatura Comparada. Posteriorment va tornar a Bagdad on es va casar el 1961 i va fundar amb el seu espòs i altres companys la Universitat de Bàssora. A començament dels anys 70 es va traslladar a Kuwait on es va dedicar a la docència però, com a molts iraquians, es va veure obligada a tornar a Iraq quan Saddam Hussein va envair el país el 1990. Al 1991 es va traslladar al Caire, on va romandre fins a la seva mort, esdevinguda després d'una llarga malaltia el 20 de juny de 2007, als 83 anys.
Pionera del moviment del «vers lliure» juntament amb Badr Shakir Al Sayyab, el 1947 va publicar el seu primer llibre de poemes, Enamorada de la nit, amb influències dels poetes àrabs clàssics i altres poetes occidentals, i el 1949 Espurnes i cendres amb el seu poema Còlera (1949) utilitzant el vers lliure, va trencar el cànon literari de la poesia àrab clàssica, i que continuà utilitzant en els seus següents poemes: El buit de l'ona (1957), L'arbre de la lluna (1967), Càntic de la glòria (1968), convertint-se en una de les principals figures del modernisme i exercint gran influència, tant amb els seus poemes com amb les seves obres de crítica literària, en nombrosos poetes de tot el món àrab.
El seu estil es caracteritzà pel gran mestratge de la llengua àrab, l'original ús de les imatges i la delicadesa i musicalitat dels seus versos, sent la malenconia una constant en la seva obra. Entre els diferents temes que abordà, destacà sobre tot la seva defensa dels drets de les dones, víctimes d'una societat ancorada en costums ancestrals.

## Obra
Al-Malaika va publicar diversos llibres de poemes. El primer, tot just després de la seva graduació fou عشيقات الليل (L'amant de la Nit). El 1947 va publicar el poema الكوليرا (El còlera), considerat pels crítics com una revolució en els poemes en àrab; el 1949 الشرر ورماد (Espurnes i cendres); قرارات الموجة (La base de l'ona) el 1957; شجرة القمر (L'arbre de la Lluna) el 1968; o ويغير ألوانه البحر (El mar canvia de color), publicat l'any de la seva mort, el 1970, entre d'altres.